# Enyo fegas
Enyo fegas är en fjärilsart som beskrevs av Ménétriés 1857. Enyo fegas ingår i släktet Enyo och familjen svärmare. Inga underarter finns listade i Catalogue of Life.